# Péter Palotás
Péter Palotás także Péter Poteleczky (ur. 27 czerwca 1929 w Budapeszcie, zm. 17 maja 1967 tamże) – węgierski piłkarz, napastnik. Srebrny medalista MŚ 54. Był pierwszym rezerwowym Złotej jedenastki.
W latach 1950–1959 grał w – istniejącej pod różnymi nazwami – MTK Hungárii Budapeszt. Trzykrotnie był mistrzem Węgier (1951, 1953, 1958). W reprezentacji Węgier zagrał 24 razy i zdobył 18 bramek. Debiutował w 1950, ostatni raz zagrał w 1956. Podczas MŚ 54 wystąpił w dwóch spotkaniach Węgrów i strzelił 2 bramki. Wcześniej, w 1952 razem z kolegami został złotym medalistą igrzysk w Helsinkach.
Karierę zakończył wieku 30 lat z powodu problemów z sercem. Przyczyniły się one do jego śmierci.